# NBA TV
NBA TV es una cadena de televisión por suscripción dedicada exclusivamente al baloncesto en Estados Unidos. La cadena está financiada por la NBA, que también la suele usar para anunciar su programación de pago por visión. En hogares con DirecTV y demás compañías de televisión por cable, se puede ver la cadena las 24 horas del día.

## Primeros años
Comenzando en 1999 como nba.com tv, el canal, que tiene sus estudios en la NBA Entertainment en Secaucus, Nueva Jersey, llegó a un acuerdo multi-anual con la compañía televisiva americana Time Warner el 28 de junio de 2003, permitiendo a la cadena ampliarse a 45 millones de hogares estadounidenses y 30 países diferentes.

## Programación
NBA TV ofrece noticias relacionadas con el baloncesto cada día, así como programas en los que muestra los estilos de vidas y costumbres de los jugadores de la liga, la vida de un equipo de baloncesto durante la temporada de la NBA, partidos históricos, y, sobre todo, cuatro días a la semana (en ocasiones, incluso hasta 5, 6 y 7, pero no menos de 4) partidos de la NBA en directo.
El canal también emite partidos internacionales, sobre todo, los sábados por la tarde, centrándose especialmente en la Euroliga y en el Maccabi Tel Aviv de Israel. En abril de 2005, el canal televisó los partidos de las finales de la liga china. NBA TV tiene 100 partidos programados en su lista de la temporada 2006-07, además de también encuentros de la WNBA junto con ESPN2.
El 11 de octubre de 2017, se anunció que la franquicia "Players Only", que debutó la temporada pasada en TNT, mostraría partidos en vivo en NBA TV, a partir del 24 de octubre de 2017 y todos los martes siguientes, durante la primera mitad de la temporada 2017-18, antes de pasar a TNT para el resto de la temporada regular a partir del 23 de enero de 2018. Después de la cancelación de "Players Only" en 2019, los partidos de los martes (primera mitad) y los lunes (segunda mitad) en NBA TV fueron relanzados como "NBA TV Center Court", con Brian Anderson a cargo de los partidos de los martes y Spero Dedes los partidos de los lunes. Se les unieron Greg Anthony y Dennis Scott. Con TNT trasladando sus partidos destacados a los martes en 2021 durante la temporada regular de la NFL (evitando así la competencia con "Thursday Night Football"), "NBA TV Center Court" se trasladó a las noches de los lunes, aunque seguiría transmitiendo selecciones de partidos los martes cuando TNT tuviera otros compromisos de programación.
A partir de 2021, NBA TV comenzó a transmitir una serie de partidos de baloncesto universitario masculino y femenino de la Southwestern Athletic Conference (SWAC) en febrero como una observancia del Mes de la Historia Negra. Esto marcó las primeras transmisiones de partidos de baloncesto universitario de NBA TV.

## Acuerdos de distribución
El 16 de abril de 2009, DirecTV anunció que había llegado a un acuerdo de distribución con la NBA para seguir transmitiendo NBA TV, trasladándola (y el paquete de deportes fuera del mercado NBA League Pass) desde el paquete adicional Sports Pack del proveedor de satélite a su paquete base Choice Xtra a un precio más bajo a partir del 1 de octubre de 2009. DirecTV creía que este movimiento haría que el canal estuviera disponible para otros ocho millones de suscriptores adicionales.
El 4 de junio de 2009, Comcast anunció que había llegado a un acuerdo con la NBA para mover el canal desde el paquete de entretenimiento deportivo del proveedor de cable al paquete Digital Classic de nivel básico, al comienzo de la temporada 2009-10 de la NBA. Al igual que DirecTV, Comcast estimó que otros ocho millones de clientes obtendrían acceso efectivo al canal. Verizon FiOS agregó el canal y NBA League Pass a sus sistemas el 23 de septiembre de 2009. La red también firmó nuevos acuerdos de varios años con Time Warner Cable, Cablevisión y Dish Network el 22 de octubre de 2009, así como un acuerdo de renovación con Cox Communications a principios de año.
Con todos los acuerdos de distribución mencionados anteriormente, la NBA estima que aumentaría la cobertura total de suscriptores de NBA TV a 45 millones de hogares de televisión de pago. El 29 de octubre de 2010, AT&T U-verse llegó a un acuerdo de distribución para llevar las señales estándar y de alta definición del canal.
NBA TV no está disponible para los clientes heredados de Charter Communications que utilizan planes de facturación obsoletos, que llevaban el canal como NBA.com TV antes de 2004, debido a conflictos de distribución desconocidos; NBA League Pass tampoco estuvo disponible en Charter hasta que comenzó un despliegue más amplio para la temporada 2020-21 (el 18 de mayo de 2016, Charter adquirió Time Warner Cable y Bright House Networks por 78.7 mil millones de dólares, ambos llevaban el canal). NBA TV ha estado disponible para los hogares de Charter donde está disponible desde febrero de 2017, si un cliente cambia al nuevo plan de facturación 'Spectrum', que unió a Charter, Time Warner Cable y Bright House Networks bajo la marca Spectrum (esto probablemente no tiene relación con los derechos de nombre heredados de Charter sobre el hogar de los Charlotte Hornets, el Spectrum Center).
A 2023 de 06, el canal estaba disponible en 38.6 millones de hogares en los Estados Unidos.